# Heatseekers
La Heatseekers è una classifica settimanale pubblicata su Billboard, istituita nel 1991. Contiene cinquanta posizioni, definite attraverso il sistema Luminate Data. Un album può entrare contemporaneamente in questa classifica, nella Billboard Hot 100 e nella Billboard 200, ma se un album/singolo entra prima nelle classifiche Billboard Hot 100 e Billboard 200, non può entrare in questa classifica.
Si divide in due categorie: Heatseekers Albums e Heatseekers Singles, e raccoglie gli album e i singoli di artisti emergenti che non sono però riusciti a entrare nelle principali classifiche di vendita.